# Сюди, кицько! (Доктор Хаус)
«Сюди, кицько!» (англ. Here Kitty)  — вісімнадцята серія п'ятого сезону американського телесеріалу «Доктор Хаус». Прем'єра епізоду проходила на каналі FOX 16 березня 2009. Доктор Хаус і його нова команда мають врятувати жінку, яка вважає, що кішка передбачила її смерть.

## Сюжет
На прийом до Хауса приходить медсестра Морган, яка працює у будинку для старих людей. Вона скаржиться на постійну застуду і раптом у неї починається напад. Хаус також помічає, що вона помочилася, але її сеча зеленого кольору. Хаус наказує перевірити будинок і роботу на наявність токсинів. У кімнаті в притулку Тауб помічає пляшечку з ліками. Якщо випити забагато пігулок, то сеча стає зеленою. А це означає, що жінка могла імітувала напад. Але Хаус вважає, що у жінки передозування карбонової кислоти, яка входить у спрей і яким пацієнтка всю зиму користувалась через болі в горлі. Проте насправді Хаус повірив у слова Тауба. Через деякий час жінка справді зізналася, що імітувала. Вона пояснила це тим, що кішка передбачила смерть уже 10 людей, а вчора вона лягла біля неї. Хаус виписує її, але вона приносить кішку до його кабінету і згодом у неї починається бронхоспазм.
Хаус наказує перевірити легені на наявність паразитів, але команда не знаходить їх. Хаус вирішує перевірити можливості кішки Деббі і приносить її до палати коматозників. Вона лягає поряд з чоловіком і якщо він не помре до вечора, команда остаточно перестане вірити у кішку. Тим часом Хаус наказує зробити Морган метахоліновий тест, щоб підтвердити версію Формана про повітряний алерген. Тест виявляється негативним і Кадді наполягає на виписці пацієнтки, але Хаус викликає у жінки другий бронхоспазм, який вона вже не змогла б імітувати. Він вважає, що у неї синдром Чержа Стросса, але у Морган сеча стає коричневого кольору. Форман вважає, що барвник зеленого кольору ще у крові, а от стрептокок дає сечу фіолетового кольору. У поєднанні утворюється коричневий. Хаус наказує дати пацієнтці мікрокамеру, щоб знайти пухлину товстої кишки, але це нічого не дає.
Катнер думає, що рак шкіри міг метастазувати у кишечник. Команда перевіряє пацієнтку на меланому, але у неї з’являється посилення венозного малюнка на спині. Невдовзі, як і передбачала Деббі, помирає коматозник. Хаус наказує зробити біопсію вени з мозку, якщо щось знайде — проблема у мозку, якщо ні — у надниркових залозах. Проте під час процедури у Морган виникає зупинка серця. Хаус думає, що у жінки хвороба Кушинга і дає їй право вирішувати: провести лікування, яке лише покращить стан здоров'я, або провести операцію по видаленню гіпофізу. Морган обирає операцію, але Хаус розуміє, що кішка лежала біля майбутніх мертвих людей через тепло. У деяких була підвищена температура, деякі почали чахнути, а це означає, що і Морган випромінювала тепло. Всі симптоми Кушинга, окрім ожиріння, якого якраз і не було у пацієнтки, властиві раку апендикса. Хірурги видаляють пухлину і Морган одужує.

## Цікавинки
- Хаус дізнається, що Тауб втратив всі свої гроші на акціях і намагається його принизити. Згодом Тауб зустрічає знайомого, який пропонує йому успішну роботу і той погоджується. Проте сперш Таубу потрібно вкласти суму у компанію. Він погоджується, але виявляється, що його друг був аферистом і тепер сидить у в'язниці. Тауб зберігає свої гроші.